# Jackelin Castillo
Jackelin Castillo – peruwiańska zapaśniczka walcząca w stylu wolnym. Brązowa medalistka mistrzostw Ameryki Południowej w 2009 roku.